# No-One but You (Only the Good Die Young)
No-One but You (Only the Good Die Young) is een nummer van de Britse band Queen uit 1997. In tegenstelling tot andere Queenmuziek uitgebracht na de dood van Freddie Mercury in 1991, zoals het album Made in Heaven en enkele remixen, is dit nummer niet gebaseerd op opnames van voor Mercury's dood. Het verschilt ook van 'nieuwe' Queenmuziek, zoals de nieuwe nummers geschreven voor de 46664-concerten en die met Paul Rodgers, omdat dit nummer door enkel bandleden van Queen is opgenomen en dus niet met gastartiesten.
Het nummer wordt gezongen door Brian May en Roger Taylor. John Deacon heeft ook aan het nummer meegewerkt, een van zijn schaarse Queenbijdragen na de dood van Mercury en het laatste Queennummer waarop hij basgitaar speelt. De inspiratie voor het nummer kwam door de dood van prinses Diana, maar het is toch meer een ode aan de zes jaar eerder overleden Freddie Mercury. Het nummer is een lofrede voor Mercury en ieder ander die (te) vroeg gestorven is. Brian May had het in eerste instantie geschreven. Nadat hij een demo had gestuurd aan Roger Taylor, stelde deze voor er een Queennummer van te maken. Het nummer is ook terug te vinden op de verzamelalbums Queen Rocks en Greatest Hits III. Op 24 november 1997 werd het nummer op single uitgebracht.

## Versies
Er zijn verschillende versies van het nummer uitgebracht, in verschillende formaten, waaronder de vinylsingle. In Nederland is het als cd-single uitgebracht, met twee tracks. De tweede track is een instrumentale remix van Gimme the Prize, een nummer van het album A Kind of Magic, ook door Brian May geschreven.
In thuisland het Verenigd Koninkrijk werd het nummer uitgebracht op cd-single, vinylsingle en muziekcassette. Van alle drie de versies was de tracklisting:
1. No-One but You (Only the Good Die Young)
2. We Will Rock You (Rick Rubin 'Ruined' Remix)
3. Tie Your Mother Down
4. Gimme the Prize (Instrumental Remix)

Tie Your Mother Down is afkomstig van A Day at the Races uit 1976. De remix van We Will Rock You stamt uit 1991 en staat tevens op de heruitgave uit 1991 van News of the World.
In de rest van Europa en in Japan is de single ook als vier tracks cd-single uitgegeven. Op deze versie is Tie Your Mother Down vervangen door Princes Of The Universe.

## Hitnotering

### Mega Top 100
| "No-One but You (Only the Good Die Young) in de Mega Top 100 - binnen 06-12-1997 | "No-One but You (Only the Good Die Young) in de Mega Top 100 - binnen 06-12-1997 | "No-One but You (Only the Good Die Young) in de Mega Top 100 - binnen 06-12-1997 | "No-One but You (Only the Good Die Young) in de Mega Top 100 - binnen 06-12-1997 | "No-One but You (Only the Good Die Young) in de Mega Top 100 - binnen 06-12-1997 | "No-One but You (Only the Good Die Young) in de Mega Top 100 - binnen 06-12-1997 | "No-One but You (Only the Good Die Young) in de Mega Top 100 - binnen 06-12-1997 | "No-One but You (Only the Good Die Young) in de Mega Top 100 - binnen 06-12-1997 |
| Week                                                                             | 1                                                                                | 2                                                                                | 3                                                                                | 4                                                                                | 5                                                                                | 6                                                                                |                                                                                  |
| -------------------------------------------------------------------------------- | -------------------------------------------------------------------------------- | -------------------------------------------------------------------------------- | -------------------------------------------------------------------------------- | -------------------------------------------------------------------------------- | -------------------------------------------------------------------------------- | -------------------------------------------------------------------------------- | -------------------------------------------------------------------------------- |
| Nummer                                                                           | 33                                                                               | 34                                                                               | 44                                                                               | 48                                                                               | 56                                                                               | 63                                                                               | uit                                                                              |